# NGC 1654
NGC 1654 is een spiraalvormig sterrenstelsel in het sterrenbeeld Eridanus. Het hemelobject werd op 21 december 1881 ontdekt door de Franse astronoom Édouard Jean-Marie Stephan.

## Synoniemen
- PGC 15943
- UGC 3154
- ZWG 394.3
- IRAS 04433-0210